# Kommune I

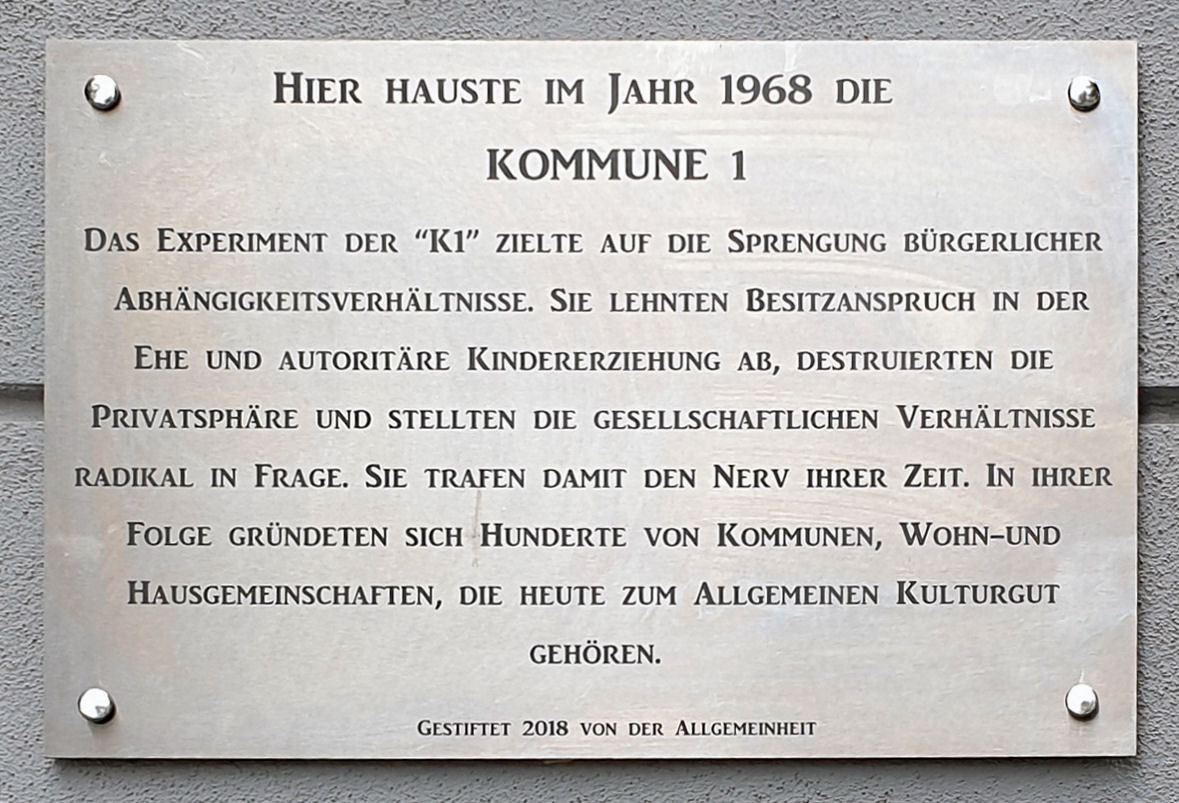
Gedenktafel am Haus Kaiser-Friedrich-Straße 54A in Berlin-Charlottenburg

Die Kommune I (auch: Kommune 1; K1) war eine politisch motivierte Wohngemeinschaft in West-Berlin. Sie wurde am 1. Januar 1967 gegründet und löste sich im November 1969 endgültig auf.
Die Kommune I entstand aus der außerparlamentarischen Opposition der Studentenbewegung. Sie war als Gegenmodell zur bürgerlichen Kleinfamilie gedacht, als Reaktion auf eine Gesellschaft, die von der Kommune als sehr konservativ eingeschätzt wurde.
Sie befand sich zuerst ab dem 19. Februar 1967 in der leerstehenden Wohnung des Schriftstellers
Hans Magnus Enzensberger in der Fregestraße 19 (bis Anfang März 1967) sowie in der Atelierwohnung des sich in New York aufhaltenden Schriftstellers Uwe Johnson in der Niedstraße 14 im Berliner Ortsteil Friedenau. Nach der Rückkehr Enzensbergers von einer längeren Studienreise nach Moskau wurde dessen Wohnung verlassen, stattdessen besetzten die Kommunarden kurzzeitig die Hauptwohnung von Johnson in der Stierstraße 3, wohnten einige Monate im Eckhaus Stuttgarter Platz/Kaiser-Friedrich-Straße in Charlottenburg und zogen dann in die endgültige Wohnung im zweiten Stock des Hinterhauses der  Stephanstraße 60 im Berliner Stephankiez.

## Entstehung
Mitglieder der Münchner Subversiven Aktion (wie Dieter Kunzelmann) und des Berliner SDS (wie Rudi Dutschke und Bernd Rabehl) überlegten, wie man sich von als spießig und kleinbürgerlich empfundenen Vorstellungen lösen könne.
Dieter Kunzelmann hatte die Idee, eine Kommune zu gründen. Man beschloss, ein Leben der „leidenschaftlich an sich selbst Interessierten“ zu versuchen. Kunzelmann zog bald nach Berlin. Dort gab es im SDS einen ersten Kommune-Arbeitskreis, der folgende Ideen verfolgte:
- Aus der Kleinfamilie entstehe der Faschismus. Sie sei die kleinste Zelle des Staates, aus deren unterdrückerischem Charakter sich alle Institutionen ableiten.
- Mann und Frau lebten in Abhängigkeit voneinander, sodass keiner von beiden sich frei zum Menschen entwickeln könne.
- Diese Zelle (also die Kleinfamilie) müsse zerschlagen werden.

Als dann diese Theorie in die Praxis eines Lebens als „Kommune“ umgesetzt werden sollte, sprangen viele SDSler ab, unter anderem Rudi Dutschke und Bernd Rabehl, die das Zusammenleben mit ihren Frauen und ihre anderen alten Lebensumstände nicht aufgeben wollten. Am Ende zogen am 19. Februar 1967 neun Männer und Frauen sowie ein Kind in die damals leerstehende Wohnung von Hans Magnus Enzensberger und die Atelierwohnung des Schriftstellers Uwe Johnson in Friedenau ein (siehe oben). Sie nannten sich „Kommune I“.
Kommunarden der ersten Stunde waren Dagrun Enzensberger (geschiedene Frau von Hans Magnus Enzensberger) und ihre damals neunjährige Tochter Tanaquil, Ulrich Enzensberger (Bruder von Hans Magnus Enzensberger), Volker Gebbert, Hans-Joachim Hameister, Dieter Kunzelmann, Detlef Michel (bis 25. März 1967), Dorothea Ridder („die eiserne Dorothee“), Dagmar Seehuber und Fritz Teufel. Rainer Langhans kam erst im März 1967 dazu. Zeitweilig wohnten auch noch weitere Personen in den Räumlichkeiten der Kommune I, so z. B. Dagmar von Doetinchem und Gertrud Hemmer („Agathe“).
Die Kommunarden versuchten zunächst, sich gegenseitig die eigene biografische Identität zu erzählen, um dann genau solche alten Sicherheiten zu brechen. Die Kommunarden waren sehr unterschiedlich. Entsprechend unterschiedlich waren bald die Rollen, die jeder spielte. Kunzelmann war der „Patriarch“ und ließ dies andere auch spüren. Seine Definition der Ziele der Kommune basierte auf seiner Zeit als „Situationist“ und in der „Subversiven Aktion“. Er war daher für die Abschaffung aller Sicherheiten, auch der finanziellen, weswegen er zum Beispiel Stipendien verachtete. Er wollte jeden Besitz, jede private Sphäre abschaffen. Und er war gegen das Leistungs-, aber für das Spaß- oder Lustprinzip. Jeder sollte und konnte tun, was sie/er wollte, solange es unter aller Augen geschah.
Langhans, Teufel und die anderen trugen auf Betreiben der Kommunefrauen hin lange Haare, Perlenketten, Armeemäntel oder Mao-Anzüge. Bald ließen sie sich ihre Interviews und Fotos bezahlen. Im Flur ihrer Wohnung hing deutlich ein Schild: „Erst blechen, dann sprechen“.

## Die erste Phase: Groteske Provokation
Die Kommune I war während ihres ganzen Bestehens für ihre grotesken Aktionen bekannt, die stets zwischen Realsatire und Provokation schwankten. Diese Aktionen wurden für die Sponti-Bewegung und andere linke Szenen zum Vorbild.

### Das „Pudding-Attentat“
Weil ihnen das häusliche Kommune-Leben zu einseitig war, ließen die Kommunarden aus der internen Erfahrung Aktionen werden.
Die erste Aktion sollte der später „Pudding-Attentat“ genannte Anschlag auf den US-Vizepräsidenten Hubert H. Humphrey werden, der Berlin besuchte. Am Abend des 2. April 1967 trafen sich in der Wohnung von Johnson die Kommunarden mit rund zwanzig anderen, die sie von Demonstrationen kannten. Kunzelmann stellte seinen Plan vor, anlässlich des Staatsbesuches Rauchbomben in Richtung des Vizepräsidenten zu werfen. Von den Externen wollte sich außer Langhans niemand beteiligen: Die Gefahr eines Blutbades durch US-Sicherheitskräfte schien zu groß.
Polizeiakten deuten darauf hin, dass der geplante Anschlag durch einen V-Mann des Verfassungsschutzes bekanntgemacht wurde, denn am 5. April 1967 nahmen Beamte der Abteilung I (Politische Polizei) elf Studenten mit der Begründung fest, sie seien unter verschwörerischen Umständen zusammengekommen und hätten hierbei Anschläge gegen das Leben oder die Gesundheit des amerikanischen Vizepräsidenten Hubert Humphrey mittels Bomben, mit unbekannten Chemikalien gefüllten Plastikbeuteln oder mit anderen gefährlichen Tatwerkzeugen wie Steinen usw. geplant.
Bei den Festgenommenen handelte es sich u. a. um Ulrich Enzensberger, Volker Gebbert, Klaus Gilgenmann, Hans-Joachim Hameister, Wulf Krause, Dieter Kunzelmann, Rainer Langhans und Fritz Teufel. Die Bild-Zeitung titelte: „Attentat auf Humphrey“ und Die Zeit: „Elf kleine Oswalds“. Sogar die New York Times berichtete über den „gefährlichen“ Plan von acht Kommunarden, den Vizepräsidenten mit Pudding, Joghurt und Mehl zu attackieren, sodass Uwe Johnson seinen Freund und Nachbarn Günter Grass beauftragte, diese Studenten aus seiner Wohnung zu entfernen. Die Kommunarden wurden schon am nächsten Tag aus der U-Haft freigelassen, gaben ihre erste Pressekonferenz und wurden von nun an in den Zeitungen des Axel Springer Verlags „Horror-Kommunarden“ genannt.
Die Kommune zog in eine Altbauwohnung an der Kaiser-Friedrich-Straße am Stuttgarter Platz in Charlottenburg und später nach Moabit in die Stephanstraße 60. Es gab kaum eine Woche, in der die Kommune I nicht irgendwo in Berlin eine satirische Provokation aufführte, die Schlagzeilen in der Presse machte. So stieg die Kommune auf die Kaiser-Wilhelm-Gedächtniskirche, um hunderte Mao-Bibeln von oben herunterzuwerfen.

### Der Schah-Besuch und das K1-Foto
Fritz Teufel wurde während der Demonstration am 2. Juni 1967 in West-Berlin gegen den Staatsbesuch von Schah Mohammad Reza Pahlavi (Todestag von Benno Ohnesorg) verhaftet und des Landfriedensbruchs angeklagt. Er kam erst im Dezember 1967 wieder frei, nachdem er und viele Studenten mit ihm in den Hungerstreik getreten waren. Aber die Straße feierte längst die übermütigsten Partys: „Freiheit für Fritz Teufel!“ oder „Treibt Moabit den Teufel aus!“.

Während Teufels Abwesenheit entstand das berühmte K1-Foto von Thomas Hesterberg: die nackten Rückenansichten vor der Wand. Motto: „Das Private ist politisch!“ Auf einem Poster von Peter Deiters mit diesem Foto steht: 

„Die wahren Helden sind die Massen. Wir selbst sind oft naiv bis zur Lächerlichkeit. Wer das nicht begriffen hat, wird nicht einmal die minimalen Kenntnisse erwerben können.“

Der Spiegel veröffentlichte das Foto retuschiert (ohne männliche Geschlechtsteile).

### Das Buchstabenballett
Trotz eines Demonstrationsverbots versammelten sich am 10. Juni 1967 acht Studenten zu einer Aktion auf dem Kurfürstendamm, die gegen den Regierenden Bürgermeister Heinrich Albertz gerichtet war. Für das sogenannte Buchstabenballett hatten sie weiße T-Shirts mit jeweils einem Buchstaben auf Vorder- und Rückseite angezogen. Von vorne war der Schriftzug ALBERTZ! zu lesen, von hinten ABTRETEN. Bei der Aktion, die in der Tagesschau gezeigt wurde, trug Gudrun Ensslin das Shirt mit Ausrufezeichen und N. Ensslin lernte im Zuge der Aktion Andreas Baader kennen.

### Polithappening bei einem Staatsbegräbnis
Als der ehemalige SPD-Politiker und Nazigegner Paul Löbe  am 9. August 1967 in West-Berlin im Rathaus Schöneberg mit einem Staatsakt geehrt wurde, fand gleichzeitig auf dem John-F.-Kennedy-Platz eine satirische zweite Trauerfeier in Form eines Happenings statt. Dieses wurde von der Kommune I veranstaltet. Die Demonstranten forderten u. a. die Freilassung des verhafteten Fritz Teufel. Hans Magnus Enzensberger erinnerte sich 2014, er sei „da an jenem Tag reingeraten. Sie bastelten irgendwelche Kostüme und nagelten einen Sarg zusammen, in dem sie die Berliner Justiz zu Grabe tragen wollten.“ Keiner habe gewusst, „wer dieser Löbe eigentlich war“. Der spätere RAF-Terrorist Andreas Baader, Ulrich Enzensberger, Rainer Langhans, der später als Verfassungsschutz-Agent enttarnte Peter Urbach, der den Sarg bereitstellte, und andere trugen Letzteren mit der Aufschrift „SENAT“ auf dem Rathausvorplatz; in dem Sarg lag Kommunarde Dieter Kunzelmann und warf Flugblätter in die Menge: „Ihr wollt heute Paul Löbe durch den Schornstein feiern. […] Wir wollen ein paar smarte Leichen verscharren, die langsam schon zum Himmel stinken“, mit Auflistung der damaligen Mitglieder des Berliner Senats. Während 24 der Demonstranten festgenommen wurden, konnten die Beteiligten Baader, Ulrich Enzensberger und Gudrun Ensslin entkommen. Peter Schneider bezeichnet das Happening als ein „unvergeßliches Schauspiel“; den Inhalt des Flugblatts nennt er einen „schrecklichen Text“, der eine von mehreren „Entgleisungen“ der Kommune I darstelle.

### Der „Brandstifter-Prozess“

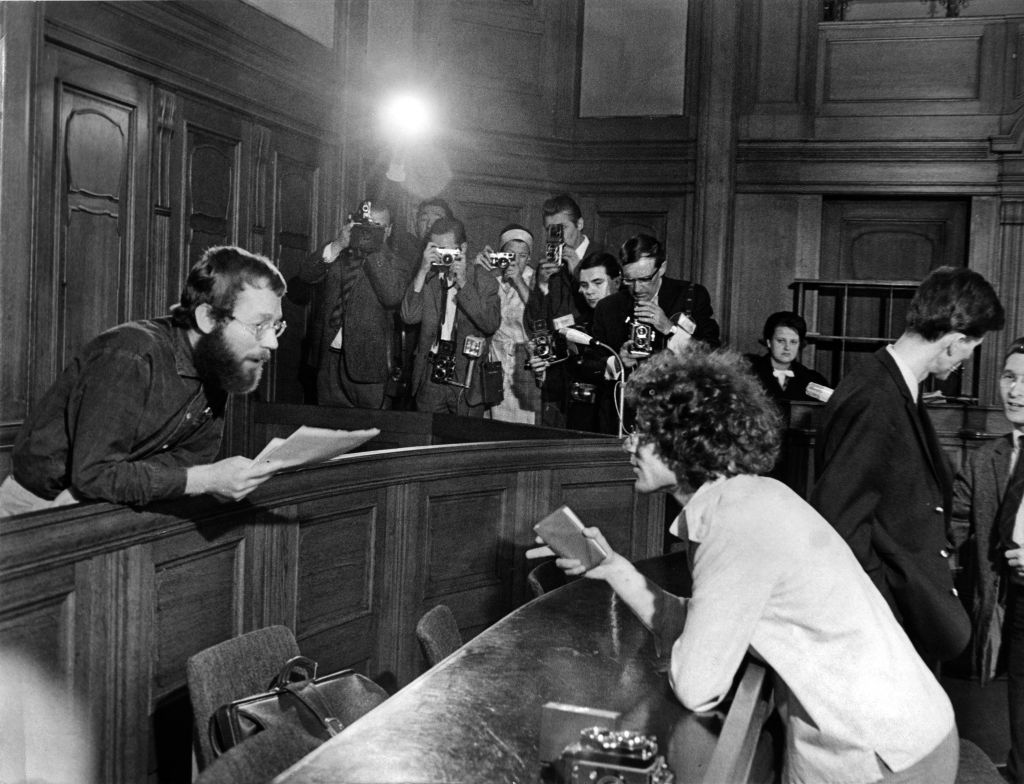
Teufel und Langhans beim „Brandstifter-Prozess“

Am 22. Mai 1967 brannte in Brüssel das Kaufhaus À l’innovation. Zwischen 251 und 323 Menschen kamen dabei ums Leben. Dieses Ereignis inspirierte die Berliner Kommune I zu Flugblättern, in denen einerseits das menschliche Leid bedauert, dieses aber auch mit dem Leid der im Vietnamkrieg mit Napalm bombardierten Menschen verglichen wird.
Flugblatt Nr. 7 „Warum brennst du, Konsument?
[…] Ein brennendes Kaufhaus mit brennenden Menschen vermittelte zum erstenmal in einer europäischen Großstadt jenes knisternde Vietnam-Gefühl (dabei zu sein und mitzubrennen), das wir in Berlin bislang noch missen müssen. […] So sehr wir den Schmerz der Hinterbliebenen in Brüssel mitempfinden: wir, die wir dem Neuen aufgeschlossen sind, können, solange das rechte Maß nicht überschritten wird, dem Kühnen und dem Unkonventionellen, das, bei aller menschlicher Tragik, im Brüsseler Kaufhausbrand steckt, unsere Bewunderung nicht versagen. […]
Kommune I (24.5.1967)“
Ein zweites Flugblatt mit demselben Datum wurde noch direkter. Die bisher durch Eierwürfe und Pudding-Attentate bekannten Ersteller der Flugblätter deuteten beispielsweise an, die Bevölkerung könne auch ins Kaufhaus gehen und sich in der Ankleidekabine diskret eine Zigarette anzünden.
Flugblatt Nr. 8 „Wann brennen die Berliner Kaufhäuser?
[…] „Unsere belgischen Freunde haben endlich den Dreh raus, die Bevölkerung am lustigen Treiben in Vietnam wirklich zu beteiligen: sie zünden ein Kaufhaus an, zweihundert saturierte Bürger beenden ihr aufregendes Leben und Brüssel wird Hanoi. […] Wenn es irgendwo brennt in der nächsten Zeit, wenn irgendwo eine Kaserne in die Luft geht, wenn irgendwo in einem Stadion die Tribüne einstürzt, seid bitte nicht überrascht. Genauso wenig wie beim Überschreiten der Demarkationslinie durch die Amis, der Bombardierung des Stadtzentrums von Hanoi, dem Einmarsch der Marines nach China. Brüssel hat uns die einzige Antwort darauf gegeben: Burn, warehouse, burn!
Kommune I (24.5.67)“
Teufel und Langhans wurden daraufhin wegen Anstiftung zur Brandstiftung angeklagt. Gutachter und Literaten bestritten jedoch eine geistige Brandstiftung und kritisieren eine „kleinbürgerliche politische Justiz“, die engagierte junge Leute wegen einer satirischen Aktion mit Haftstrafen bedrohe. Teufel und Langhans wurden freigesprochen und beschrieben den Prozess in dem späteren Kultbuch Klau mich. Nach dem Freispruch im März 1968 schlugen Sympathisanten aus dem Umfeld der K1 vor, doch einmal Ernst mit den Kaufhausbränden zu machen. Kurz darauf folgten die Kaufhaus-Brandstiftungen am 2. April 1968 durch die spätere Rote Armee Fraktion.

### Reaktionen
Die hedonistische Lebenseinstellung der K1-Bewohner, die nur das machten, was sie selbst gut fanden, polarisierte nicht nur das Bürgertum, sondern auch die politische Linke.
Der SDS stieß sich bald an dem provokanten Treiben der K1. Die mit SDS unterzeichneten provokanten Flugblätter der K1 („Wasserwerfer sind Papiertiger“) waren ihr ein Dorn im Auge. Den Kommunarden wurde unter anderem auch vorgeworfen, kein politisches Interesse zu haben, sondern lediglich dem Egoismus zu frönen. Im Mai 1967 schloss der SDS die „revolutionären Krawallmacher“ (B.Z.) daher aus.
Klaus Hartung schrieb in der ZEIT: „Kaum eine politische Theorie war erfolgreicher als jene, wonach die Revolutionäre sich revolutionieren müssen, wonach ohne Veränderung des Alltagslebens es keine Veränderung der Gesellschaft geben wird.“
Die Kommune entwickelte sich für Andersdenkende zu einer Art Anlaufstelle für Probleme aller Art. Täglich trafen Hilfegesuche ein. Das Haus wurde von Freunden und Groupies regelrecht belagert, die vor allem Langhans und Teufel verehrten. Aufgrund des weiblichen Andrangs, den besonders Teufel verursachte, wurde er aus der K1 verwiesen. Er zog in eine Münchner Kommune und gehörte später zur „Bewegung 2. Juni“.

## Die zweite Phase: Sex, Drogen und Uschi Obermaier
Ende der 1960er Jahre veränderte sich das gesellschaftliche Klima. Die Kommune I zog im Spätsommer 1968 in eine verlassene Fabrik in der Stephanstraße 60, um sich neu zu orientieren. In der zweiten Kommune-Phase standen Sex, Musik und Drogen im Vordergrund.
Am 21. September 1968 fuhr die Kommune zu den Essener Songtagen, dem ersten Underground-Festival der Bundesrepublik. Dort verliebte sich Langhans in Uschi Obermaier, ein Fotomodell aus München. Sie lebte dort mit der Musikkommune Amon Düül, zog jedoch bald in der Fabrik ein, wo Kommunarden gemeinsam in einem Schlafsaal wohnten. Obermaier und Langhans galten in der Presse bald als „das schönste Paar der APO“ und gaben nach dem Motto „Politisierung des Privaten“ bereitwillig über ihre Beziehung Auskunft.
Die Besucher, zu denen auch Jutta Winkelmann und Gisela Getty gehörten, kamen auf einmal aus aller Welt; unter ihnen auch der legendäre Gitarrist Jimi Hendrix. Obermaier verliebte sich in ihn.
Obermaiers Gagen als Fotomodell stiegen, sie spielte eine Hauptrolle in dem Kultfilm Rote Sonne von Rudolf Thome und posierte auf Covern und Postern. Laut Gerüchten soll die Illustrierte Stern ihr für eine Reportage und die Nacktfotos von ihr die Summe von 20.000 D-Mark gezahlt haben.

## Das Ende der Kommune I
Irgendwann hatte sich die Energie der K1 verbraucht. Kunzelmann geriet immer mehr in die Abhängigkeit von Heroin. Der zweite Kommunarde wurde vor die Tür gesetzt (alle anderen, so heißt es, gingen von allein). Ab und zu tauchte die Münchner Frauen-Kommune auf.
Im November 1969 überfielen Rocker die Verbliebenen und verwüsteten die Räume. Das ließ die restlichen Bewohner den Glauben an die Zukunft der Kommune I verlieren und sie auflösen.

## Gedenktafel am Stuttgarter Platz
Im Juni 2019 wurde am Stuttgarter Platz eine Gedenktafel an die Kommune I angebracht.